# Judith Rich Harris
Judith Rich Harris (10 de fevereiro de 1938 - 29 de dezembro de 2018) foi uma psicóloga americana.
Formou-se em Psicologia pela Brandeis University, em 1959, e concluiu o Mestrado na Universidade Harvard, em 1961. Escreveu diversos livros acadêmicos sobre desenvolvimento infantil até criar uma nova teoria que contradiz suas crenças anteriores e aponta um novo caminho para os estudos do desenvolvimento infantil. Depois de muitos anos presa a uma cama, vítima de doença crônica e sem estar mais vinculada a qualquer universidade ou instituição, despertou atenção em 1995, ao publicar um artigo,  na Psychological Review, uma das mais conceituadas revistas acadêmicas de psicologia. Nesse artigo, apresentava sua original teoria. O artigo recebeu o prêmio da American Psychology Association.

## Livros publicados
- Diga-me com quem anda...

Seu primeiro livro, o mais famoso, causou grande agitação no mídia e no meio acadêmico. Nele, Harris desenvolve sua teoria revolucionária. Foi saudado nos Estados Unidos como o "fenômeno editorial da temporada". Discutido nos jornais e programas de televisão mais importantes do país, ganhou matéria de capa na Newsweek e em The New Yorker. "Um livro para marcar definitivamente a história da psicologia". Também recebeu aval acadêmico. O psicólogo e linguista Steven Pinker, do Instituto de Tecnologia de Massachusetts, por exemplo, qualificou a obra como "erudita, revolucionária, perspicaz e maravilhosamente clara e espirituosa".
Judith Harris contesta um dos mitos mais arraigados em nossa cultura: a hipótese da criação, segundo a qual, junto à herança genética, os pais legam aos filhos uma determinada educação que definirá as dificuldades emocionais do adulto. Por que, então, gêmeos criados juntos não se parecem mais do que os que são criados separadamente? Por que os filhos de imigrantes acabam falando perfeitamente e sem sotaque a língua dos seus colegas e não a dos pais? Com exemplos do folclore e da literatura, além de extenso conhecimento acadêmico, a autora mostra que as relações familiares variam de uma cultura para outra. Já um aspecto da infância que é universal - e Harris analisa o relacionamento de crianças das mais diversas culturas, inclusive as de uma tribo indígena brasileira - é o grupo de amigos.
Com seu livro desmistificador, Judith Harris tranquiliza os pais quanto a seu real papel na formação dos filhos. Pois como milhares deles já podiam intuir por sua própria experiência, apesar de toda a pressão cultural na direção contrária, pais dedicados e atentos não garantem filhos felizes e seguros.
- Não há dois iguais

Sobre o livro, diz a autora: 
"Completei o trabalho que comecei no primeiro livro, que é sobre como as crianças se adaptam a suas culturas e aprendem a ser comportar apropriadamente no mundo fora de suas casas. A sociabilização faz as crianças ser mais parecidas no comportamento. Mas ao mesmo essas crianças estão se tornando diferentes em outros aspectos. Escrevi Não Há Dois Iguais para explicar por que as crianças se tornam ou permanecem diferentes quanto à personalidade, mesmo quando estão entrando na sociedade." 
Em Não Há Dois Iguais (editora Globo) Judith sistematizou um estudo sobre como se forma a personalidade com base no evolucionismo de Darwin. Para ela, a criança molda sua essência no contexto para sobreviver melhor socialmente.
Segundo a autora a personalidade é definida por três sistemas distintos:
"O sistema de relacionamento nos motiva a ter bons relacionamentos e guarda informações sobre cada pessoa que encontramos. Ele é responsável pelos sentimentos, pela confiança que temos nos outros. E nos dá conselhos práticos: com quem contar para determinada tarefa, quem gosta de mim, quem não gosta. Ele não interfere na personalidade, mas no comportamento: agimos diferentemente dependendo das circunstâncias.

O sistema social leva a pessoa a se adaptar à sociedade em que vive e a sua posição dentro dela. Ninguém nasce sabendo a maneira correta de se comportar. Como se espera que as crianças se comportem diferentemente dos adultos, elas não podem aprender simplesmente observando os pais. Um garoto vai aprender como se comportar vendo outros meninos de sua idade. Ele observa vários meninos - a forma como se vestem, as gírias, as reações. Depois faz um balanço e constrói seu perfil.

Já o sistema de status tem um objetivo darwiniano: motiva-nos  a competir com nossos rivais e armazena informações que vão nos ajudar a vencer esses rivais. Ele ensina a criança a descobrir em que ela é boa e em que ela é ruim. Ele capta o que as outras pessoas acham da criança, o que os outros vêem como seus pontos fortes e fracos. Com esse conhecimento, a criança vai se concentrar naquilo em que ela pode ser uma vencedora. " 